# Pointe d'Anterne
La pointe d'Anterne est un sommet des Préalpes françaises situé en Haute-Savoie, dans le massif du Giffre, à l'extrémité orientale de la chaîne des Fiz.

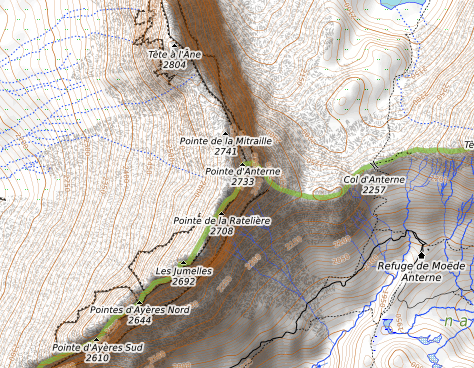
Carte topographique de la pointe d'Anterne.

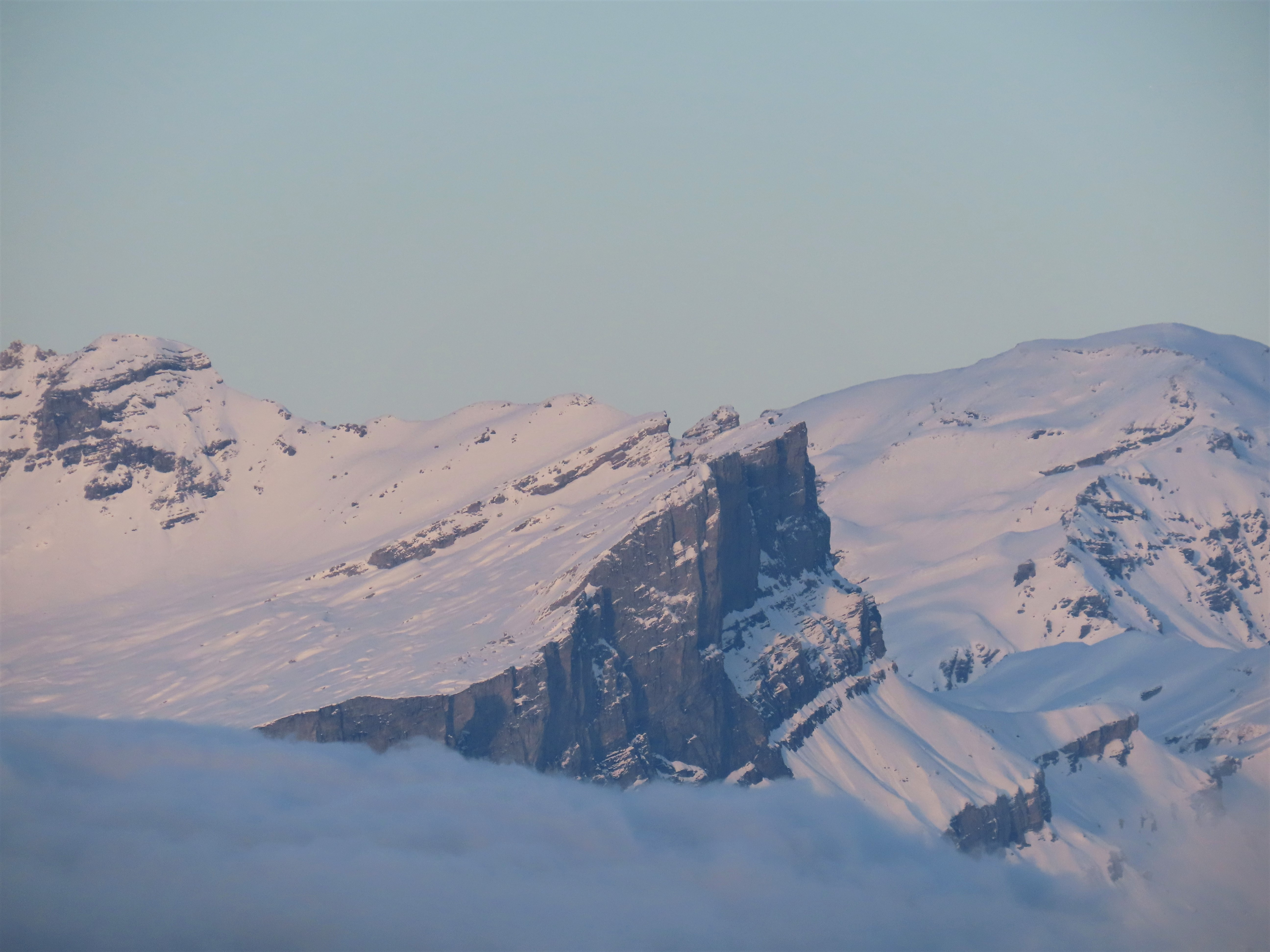
Vue hivernale au soleil couchant de la chaîne des Fiz avec au centre la pointe d'Anterne depuis le signal de Bisanne au sud-ouest.